# Орике
Орике (порт. Ourique) — посёлок городского типа в Португалии, центр одноимённого муниципалитета округа Бежа. Численность населения — 3,0 тыс. жителей (посёлок), 6,2 тыс. жителей (муниципалитет). Посёлок и муниципалитет входит в регион Алентежу и субрегион Байшу-Алентежу. По старому административному делению входил в провинцию Байшу-Алентежу.

## Расположение
Посёлок расположен в 50 км юго-западнее города Бежа.
Расстояние до:
- Лиссабон — 142 км
- Бежа — 51 км
- Эвора — 105 км
- Сетубал — 113 км
- Фару — 75 км

Муниципалитет граничит:
- на севере — муниципалитеты Сантьягу-ду-Касен и Алжуштрел
- на востоке — муниципалитеты Каштру-Верде и Алмодовар
- на юге — муниципалитет Силвеш
- на западе — муниципалитет Одемира

## Население
| Население муниципалитета Орике | Население муниципалитета Орике | Население муниципалитета Орике | Население муниципалитета Орике | Население муниципалитета Орике | Население муниципалитета Орике | Население муниципалитета Орике | Население муниципалитета Орике | Население муниципалитета Орике |
| ------------------------------ | ------------------------------ | ------------------------------ | ------------------------------ | ------------------------------ | ------------------------------ | ------------------------------ | ------------------------------ | ------------------------------ |
| 1801                           | 1849                           | 1900                           | 1930                           | 1960                           | 1981                           | 1991                           | 2001                           | 2004                           |
| 6480                           | 8205                           | 9143                           | 14 014                         | 15 002                         | 7969                           | 6597                           | 6199                           | 5842                           |

## История
Посёлок основан в 1290 году.

## Районы
| Фрегезии (районы) муниципалитета Орике | Фрегезии (районы) муниципалитета Орике | Фрегезии (районы) муниципалитета Орике | Фрегезии (районы) муниципалитета Орике | Фрегезии (районы) муниципалитета Орике | Фрегезии (районы) муниципалитета Орике | Фрегезии (районы) муниципалитета Орике |
| -------------------------------------- | -------------------------------------- | -------------------------------------- | -------------------------------------- | -------------------------------------- | -------------------------------------- | -------------------------------------- |
| №                                      | Наименование                           | Оригинальное наименование              | Кол-во жителей чел.(2001)              | Территория км²                         | Плотность чел./км²                     | Почтовый индекс                        |
| 1                                      | Гарван                                 | Garvão                                 | 851                                    | 42,51                                  | 20,02                                  | 7670-000 GARVAO                        |
| 2                                      | Консейсан                              | Conceição                              | 141                                    | 32,05                                  | 4,4                                    | 7670-000 CONCEIЗAO ORQ                 |
| 3                                      | Орике                                  | Ourique                                | 3 041                                  | 249,54                                 | 12,19                                  | 7670-000 OURIQUE                       |
| 4                                      | Панояш                                 | Panóias                                | 634                                    | 110,35                                 | 5,75                                   | 7670-000 PANOIAS ORQ                   |
| 5                                      | Санта-Лузия                            | Santa Luzia                            | 393                                    | 34,89                                  | 11,26                                  | 7670-000 SANTA LUZIA ORQ               |
| 6                                      | Сантана-да-Серра                       | Santana da Serra                       | 1 139                                  | 190,81                                 | 5,97                                   | 7670-000 SANTANA DA SERRA              |